# شيلدون كوهن (رسام رسوم متحركة)
شيلدون كوهن هو رسام رسوم متحركة كندي، ولد في 1949.

## روابط خارجية
- شيلدون كوهن على موقع IMDb (الإنجليزية)
- شيلدون كوهن على موقع قاعدة بيانات الفيلم (الإنجليزية)
- شيلدون كوهن على موقع كينوبويسك (الروسية)